# Christian Kabitz
Christian Kabitz (* 4. Mai 1950 in Nürnberg) ist ein deutscher Dirigent, Organist und Komponist.

## Künstlerisches Schaffen
Seine Ausbildung zum Kirchenmusiker und Dirigenten erhielt er u. a. bei Diethard Hellmann und Hermann Michael in München. Zunächst war er als Kirchenmusiker in der Christuskirche in München beschäftigt.
1979 wurde Kabitz zum Kantor an die St.-Johannis-Kirche in Würzburg berufen. Dort leitete er den Würzburger Bachchor und das Bachorchester Würzburg. In dieser Eigenschaft verantwortete er die Würzburger Bachtage, ein jährlich stattfindendes Musikfestival von überregionaler Bedeutung.
1986 wurde Kabitz zum künstlerischen Leiter des Bachchores Heidelberg ernannt. Dort dirigiert er fünf Oratorienkonzerte pro Saison. Seit 1988 ist Kabitz auch künstlerischer Leiter des Cäcilien-Chores Frankfurt, der durch seine Oratorien-Konzerte in der Alten Oper Frankfurt seit vielen Jahren das musikalische Leben der Stadt entscheidend mitprägt. Aufführungen von Barock-Opern in der Kirche machten ihn ebenso bekannt wie Synthesizer-Konzerte. Seine Beziehung zur modernen Musik dokumentieren zwei Schallplatten-Alben, Rock Requiem (1980) und Cosmogenia (1989), Kompositionen, in denen eine Rock-Formation mit groß besetztem Chor und Orchester musizieren.
1991, 1993 und 2000 war er eingeladen, Konzerte in Israel zu dirigieren; in Jerusalem, Haifa und Tel Aviv erklangen Bach-Kantaten, Brahms’ Deutsches Requiem und Arnold Schönbergs Ein Überlebender aus Warschau. 1996 war Christian Kabitz erstmals in den USA, mit einer Auswahl aus seinen drei Chören führte er dort mit großem Erfolg dreimal das Requiem von Giuseppe Verdi und zweimal Carmina Burana von Carl Orff auf. 2001 führte ihn eine große Konzerttournee erstmals nach Japan. Im Jahr 2005 gestaltete er mit drei Konzerten die German Cultural Week in Shanghai, für 2006 war er mit drei Mozart-Konzerten wieder nach China eingeladen. Von 2008 bis 2013 organisierte er das Würzburger Mozartfest.
Am 6. Dezember 2015 wurde Christian Kabitz von seinen Pflichten als Kirchenmusikdirektor an St. Johannis entbunden und in den Ruhestand versetzt. Sein Nachfolger als Johanniskantor und Leiter der Würzburger Bachtage ist Matthias Querbach. Kabitz hat 37-mal die Würzburger Bachtage organisiert und geleitet. Den Cäcilienchor Frankfurt leitete er bis Ende 2023. Seine Nachfolge in der Leitung des Bachchors Heidelberg übernimmt zum Juni 2025 Thomas Gropper.

## Auszeichnungen
- 2007: Hauptförderpreis der Bücher-Dieckmeyer-Stiftung für seine Arbeit im Dienst der evangelischen Kirchenmusik
- 2004: Kulturpreis der Stadt Würzburg.
- 1986: Staatspreis des Freistaates Bayern als Dirigent.